# Keiko Saito
Keiko Saito (斉藤 圭子, Saitō Keiko, 24 maart 1965) is een voormalig Japans voetbalster.

## Carrière
Saito maakte op 17 oktober 1984 haar debuut in het Japans vrouwenvoetbalelftal tijdens een vriendschappelijke wedstrijd (Xi'an uitnodiging) tegen Italië. Ze heeft drie interlands voor het Japanse vrouwenelftal gespeeld.

## Statistieken
| Japans vrouwenvoetbalelftal | Japans vrouwenvoetbalelftal | Japans vrouwenvoetbalelftal |
| Jaar                        | Wed.                        | Dlp.                        |
| --------------------------- | --------------------------- | --------------------------- |
| 1984                        | 3                           | 0                           |
| Totaal                      | 3                           | 0                           |